# Александр (Ловчий)
Архиепископ Александр (в миру Андрей Яковлевич Ловчий; 1 (13) декабря 1891, село Народичи, Волынская губерния — 11 сентября 1973, Мюнхен) — епископ Русской зарубежной церкви, архиепископ Берлинский и Германский.

## Биография
Окончил Санкт-Петербургское реальное училище.
Участвовал в Первой мировой войне сперва офицером железнодорожного полка. В 1916—1917 годы — офицер русского экспедиционного корпуса на французском фронте. После революции эмигрировал в Болгарию. Состоял в юрисдикции РПЦЗ.
В 1930—1936 годах учился на русских пастырско-богословских курсах в монастыре Святого Кирика в городе Станимак.
В 1936—1937 годы обучался на философском факультете Берлинского университета.
19 сентября 1937 года в Берлине рукоположён архиепископом Тихоном (Лященко) в сан диакона, 3 октября — во пресвитера.
В 1937—1940 годы — помощник настоятеля Воскресенского собора в Берлине.
В 1940—1952 годы — редактор «Воскресенского листка».
C 31 декабря 1940 по 1942 год — настоятель Тегельской кладбищенской церкви Свв. Константина и Елены в Берлине.
22 марта 1941 года пострижен в монашество с именем Александр.
В 1942—1945 годах — настоятель Свято-Николаевской церкви в Мюнхене. Настоятель приходов в Аугсбурге и в Нюрнберге (1942—1944).
В 19 октября 1942 года возведён в сан игумена. 12 сентября 1943 года возведён в сан архимандрита.
14 июля 1945 года на первом послевоенном заседании Священного Синода РПЦЗ, избран епископом Киссингенским, викарием Германской епархии.
29 июля 1945 года хиротонисан во епископа Киссингенского, викария Германской епархии РПЦЗ и до 1951 года был настоятелем Свято-Сергиевского храма в Бад-Киссингене.
7—10 мая 1946 года — участник Архиерейского Собора РПЦЗ в Мюнхене.
В период 1948—1950 годы в силу массового отъезда русских эмигрантов в Новый Свет штат священников Берлинской и Германской епархии сократился более чем вполовину. Архиепископу Александру приходилось выезжать для богослужения в приходы, не имеющие священников, о чём он свидетельствует в письме к старосте Покровской церкви Берлина: «В Великом посту приходится часто разъезжать для совершения служб вне Мюнхена, ввиду недостатка духовенства в Епархии».
С 11 апреля 1952 года — архиепископ Берлинский и Германский с местопребыванием в Мюнхене.
15 марта 1971 года уволен на покой по старости.
Скончался 29 августа (11 сентября) 1973 года в Мюнхене. Похоронен в отдельном склепе на православном кладбище в Висбадене (Германия).